# Offshore-Windpark Gode Wind III

Lage von Gode Wind III innerhalb der Windparks in der Deutschen Bucht

Gode Wind 3 ist ein in Bau befindlicher Offshore-Windparks in der südöstlichen Nordsee, in der westlichen Deutschen Bucht innerhalb der Ausschließlichen Wirtschaftszone. Er soll im Jahr 2024 in Betrieb gehen. Das dänische Energieversorgungsunternehmen Ørsted (vormals: Dong Energy) betreibt bereits die Offshore-Windparks Gode Wind 1 und Gode Wind 2.

## Planung
Das Vorhabengebiet für Gode Wind 3 liegt zwischen den Verkehrstrennungsgebieten Terschelling–German Bight und German Bight Western Approach. Es hat eine Entfernung zu den Inseln Juist und Baltrum von ca. 35 km, zu der Insel Norderney von ca. 32 km, zur Insel Langeoog von ca. 36 km und zur Insel Borkum von ca. 48 km. Die Vorhabengebietsfläche beträgt 17,5 km². Das Vorhabengebiet weist eine Wassertiefe von durchschnittlich 31 m auf. Die Gode Wind 3 GmbH mit Sitz in Hamburg beantragte die Errichtung und den Betrieb von 24 Offshore-Windenergieanlagen. Das Vorhaben setzt sich aus den beiden Teilprojekten Gode Wind 03 und Gode Wind 04 zusammen, die ursprünglich jeweils als eigenständige Projekte mit Planfeststellungsbeschluss vom 22. Dezember 2016 bzw. mit Änderungsgenehmigung vom 31. Juli 2013 genehmigt wurden. Ørsted hat beide Teilprojekte im September 2019 zu Gode Wind 3 zusammengefasst. Am 26. März 2021 wurden der Bau und Betrieb des Windparks mit 23 Windenergieanlagen vom Bundesamt für Seeschifffahrt und Hydrographie (BSH) schließlich nach dem Windenergie-auf-See-Gesetz genehmigt.
Für die Stromproduktion von Gode Wind 3 wird Ørsted einen gewichteten Durchschnittspreis von 81 Euro pro Megawattstunde erhalten.

### Teilprojekt Gode Wind 03
Das Teilprojekt Gode Wind 03 befindet sich auf einer Fläche von ca. 5 km² im südlichen Bereich der deutschen ausschließlichen Wirtschaftszone der Nordsee in ca. 36 km Entfernung zu den Inseln Juist, Baltrum, Langeoog und ca. 32 km Entfernung zur Insel Norderney in einem Bereich mit 28 bis 34 m Wassertiefe.
Nach dem ursprünglichen Antrag der PNE AG aus dem Jahr 2009 erteilte das BSH am 22. Dezember 2016 auf Grundlage der Seeanlagenverordnung die Genehmigung zum Bau und Betrieb von 14 Windenergieanlagen (WEA).
Für Gode Wind 03 sicherte sich Ørsted im April 2017 einen Zuschlag für 110 MW. Bei der Ausschreibung nach dem Windenergie-auf-See-Gesetz bot Ørsted 6 Cent pro Kilowattstunde und sicherte sich somit Netzanschlusskapazität.

### Teilprojekt Gode Wind 04
In der Ausschreibung im April 2018 sicherte sich Ørsted eine Netzanschlusskapazität von 131,75 MW für Gode Wind 04 bei einem Gebotspreis von 9,83 Cent pro kWh.

### Beteiligungsstruktur
Beteiligungsstruktur von Gode Wind III (Stand: 17. Oktober 2023):
| Anteil | Anteilseigner      |
| ------ | ------------------ |
| 50 %   | Ørsted             |
| 50 %   | Glennmont Partners |

## Bau
Den Auftrag zur Installation der Fundamente erhielt die Jan de Nul Group. Damit begann das Kranschiff Les Alizés im Sommer 2023. Drei Fundamente wurden mit einer besonders geräuscharmen Methode in den Meeresboden gebracht. Die Arbeiten führte das Bauunternehmen Per Aarsleff aus. Die Errichtung der Anlagen übernahmen die Offshore-Unternehmen Cadeler und Seaway7 mit ihren Errichterschiffen Wind Osprey und Seaway Ventus. Anfang Mai 2024 wurde erstmals Strom ins Übertragungsnetz eingespeist. Der Offshore-Windpark Borkum Riffgrund 3 wird zeitlich parallel errichtet.

## Technik
Der Park wird aus 23 Turbinen von Siemens Gamesa mit einer Nennleistung von je 11 MW bestehen, für eine Gesamtleistung von 242 MW. Die Gründung erfolgt durch Monopiles.

## Netzanbindung
Die Windenergieanlagen werden über Mittelspannungskabel mit einer Umspannplattform im Windpark verbunden, die den Dreiphasenwechselstrom (Drehstrom) von 33 kV auf Hochspannung von 155 kV transformiert. Die Umspannplattform baute das französische Schiffsbauunternehmen Atlantique Offshore Energy im Auftrag von Ørsted. Von dort aus wird der Strom mittels einer Seekabel-Verbindung an das Offshore-HGÜ-System DolWin6 des Übertragungsnetzbetreibers Tennet TSO geleitet. Die Konverterplattform DolWin kappa hat insgesamt eine Kapazität von 900 MW. Dort schließt auch der Offshore-Windpark Nordseecluster A an. Nach Umwandlung in Gleichstrom erfolgt die Übertragung über 90 km (davon 45 km Seekabel und 45 km Erdkabel) zur Konverterstation Emden/Ost bei Borssum.
Zur Notstromversorgung der Windenergieanlagen besteht eine elektrische Verbindung zur Umspannplattform GOW02 im benachbarten Offshore-Windpark Gode Wind 2.